# Parzac
Parzac ist eine französische Gemeinde mit 141 Einwohnern (Stand: 1. Januar 2022) im Département Charente in der Region Nouvelle-Aquitaine (vor 2016 Poitou-Charentes); sie gehört zum Arrondissement Confolens und zum Kanton Charente-Bonnieure. Die Einwohner werden Parzacois genannt.

## Geographie
Parzac liegt etwa 38 Kilometer nordöstlich von Angoulême. Parzac wird umgeben von den Nachbargemeinden Turgon im Norden, Le Grand-Madieu im Nordosten und Osten, Saint-Claud im Südosten, Cellefrouin im Süden und Südwesten sowie Beaulieu-sur-Sonnette im Westen.

## Bevölkerungsentwicklung
| Jahr                       | 1962 | 1968 | 1975 | 1982 | 1990 | 1999 | 2006 | 2019 |
| Einwohner                  | 264  | 234  | 178  | 163  | 136  | 127  | 132  | 141  |
| Quellen: Cassini und INSEE |      |      |      |      |      |      |      |      |

## Sehenswürdigkeiten

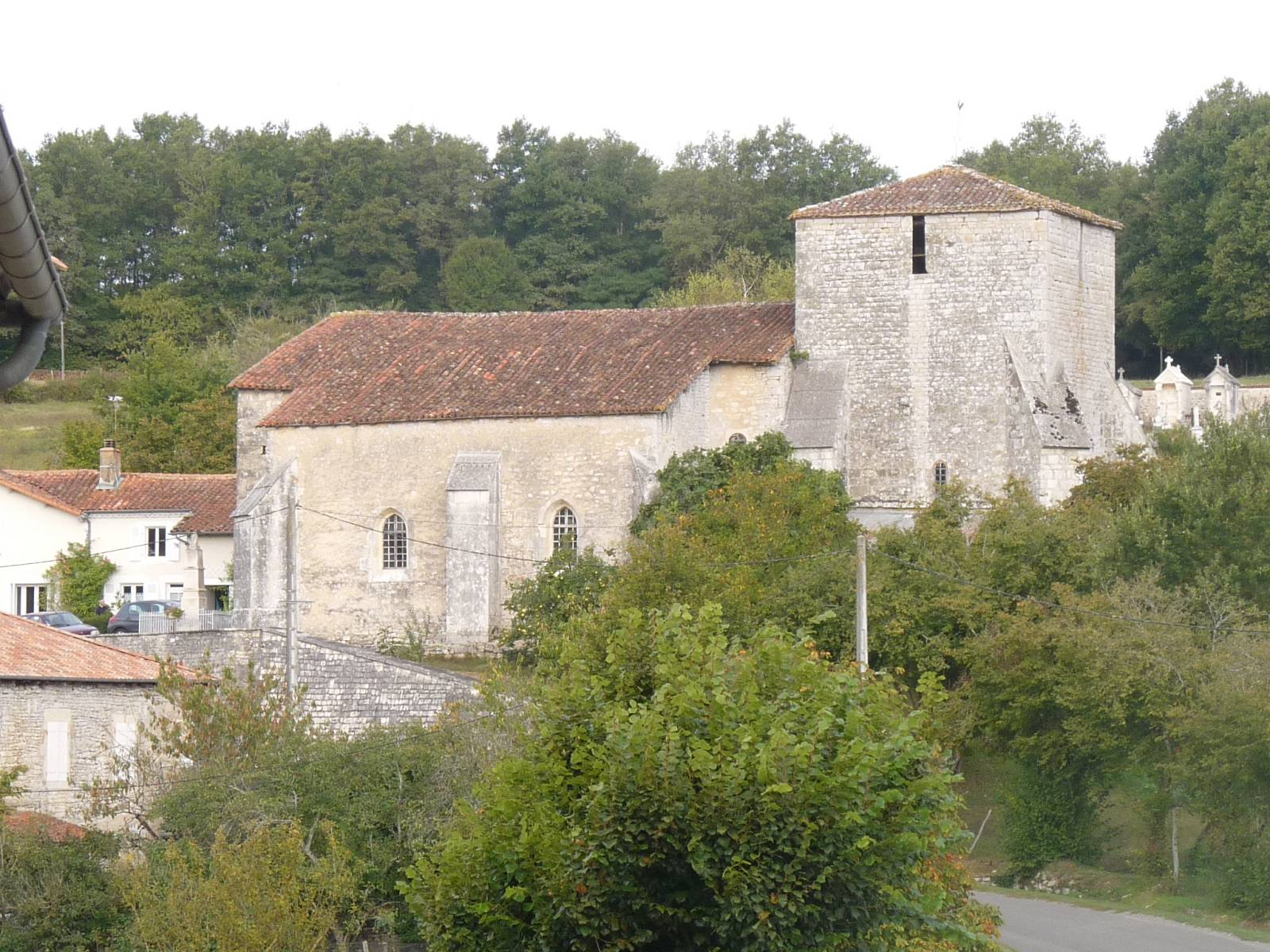
Kirche Saint-Roch

- Kirche Saint-Roch
- alte Mühle